# Heinrich Alfred Schmid
Heinrich Alfred Schmid (* 19. Juli 1863 in Basel; † 1. April 1951 ebenda) war ein Schweizer Kunsthistoriker.

## Leben
Der gebürtige Basler Heinrich Alfred Schmid widmete sich nach abgelegter Matura den Studien der Protestantischen Theologie sowie der Geschichte der Philosophie an den Universitäten Basel, Berlin und Göttingen. Nachdem er 1886 in Basel das theologische Staatsexamen absolviert hatte, wandte er sich dem Studium der Kunstgeschichte an der Ludwig-Maximilians-Universität München zu, das er dort 1888 mit dem Erwerb des akademischen Grades eines Dr. phil. abschloss.
Heinrich Alfred Schmid trat im gleichen Jahr eine Stelle als Hilfsarbeiter bei der von Berthold Riehl geleiteten Inventarisierung der Kunstdenkmäler Bayerns an, die er bis 1891 innehatte. 1892 habilitierte er sich als Privatdozent für das Fach Kunstgeschichte an der Julius-Maximilians-Universität Würzburg, 1896 wechselte er in gleicher Stellung an die Friedrich-Wilhelms-Universität nach Berlin. 1901 übernahm in der Nachfolge Heinrich Wölfflins die ausserordentliche Professur der Kunstgeschichte an der Universität Basel, 1904 folgte er einem Ruf in gleicher Stellung an der Deutschen Karl-Ferdinands-Universität Prag. 1912 nahm er ein Angebot für den Lehrstuhl für Kunstgeschichte an der Georg-August-Universität Göttingen an, den er bis 1918 innehielt.
1919 kehrte er endgültig nach Basel zurück. Dort hatte er bis zu seiner Emeritierung 1937 die ordentliche Professur der Kunstgeschichte inne. Zusätzlich wirkte er von 1919 bis 1925 als Konservator der Basler Öffentlichen Kunstsammlungen. 1919 wurde er zum korrespondierenden Mitglied der Göttinger Akademie der Wissenschaften gewählt. Heinrich Alfred Schmids Gesammelte kunsthistorische Schriften erschienen 1933.

## Weitere Schriften (Auswahl)
- Forschungen über Hans Burgkmair: Maler von Augsburg. Dissertation. R. Oldenbourg, 1888.
- Arnold Böcklin: sein Leben und sein Schaffen. 1901.
- Die Gemälde und Zeichnungen von Matthias Grünewald. Verlag von W. Heinrich, 1911.
- Deutsche und deutschschweizerische Kunst: Vortrag gehalten in Basel 1916, Finckh, 1917.
- Die Werke Hans Holbeins in Basel. In: Oeffentliche Kunstsammlung Basel: Kleiner Führer. Band 2. B. Schwabe, 1930.
- Kunstsammlungen, Kunstwissenschaft und Kunstunterricht: Rektoratsprogramm der Universität Basel für das Jahr 1935. F. Reinhardt, 1935.
- Die Wandgemälde im Festsaal des Klosters St. Georgen in Stein am Rhein aus den Jahren 1515/16: Mit 62 Bildern. Huber, 1936.